# ケプラー444b
ケプラー444b（英語: Kepler-444b）とは地球からこと座の方向に117光年離れたところにある太陽の7割の質量と半径しか持たないK型主系列星、ケプラー444を公転している太陽系外惑星である。半径は地球の0.4倍と太陽系外惑星の中では最小の部類に属する。この大きさからケプラー444bは地球のような岩石惑星とされている。しかし、ケプラー444からわずか0.04178AU（625万km）しか離れていない為、表面温度は863K（590℃）にもなり、生命が存在していける可能性はほとんどない。